# توتی، استونی
توتی، استونی (به لاتین: Tuti, Estonia) یک روستا در استونی است که در دهستان رپلا واقع شده‌است.